# Frankfurtský mír
Frankfurtský mír je označení pro mezinárodní mírovou smlouvu, kterou dne 10. května 1871 uzavřeli ve Frankfurtu nad Mohanem zástupci Francouzské republiky a Německého císařství, čímž byla formálně ukončena francouzsko-pruská válka z let 1870/1871. Mírová smlouva podepsaná 16. a 18. května potvrzovala a doplňovala Předběžnou mírovou smlouvu z Versailles podepsanou na tamním zámku v únoru téhož roku.

## Obsah
Frankfurtský mír obsahuje 18 článků a tři další dodatečné články. Zahrnuje také protokol z 15. května 1871, který zaznamenává přistoupení Bádenska, Bavorska a Württemberska ke smlouvě. Na základě vojenského spojenectví uzavřeného v roce 1866 vstoupily rovněž jihoněmecké státy do války po boku Severoněmeckého spolku, kterému dominovalo Prusko, a v jejím průběhu se spojily se Severoněmeckým spolkem do nově založené Německé říše.
Konečná smlouva řešila především úpravy demarkační linie stanovené v předběžném Versailleském míru (článek 1, pozměňovací návrh 3).
Článek 2 umožnil obyvatelům postoupených území usídlit se ve Francii.
Článek 7 obsahoval podmínky povinnosti Francie zaplatit válečné reparace, které byly stanoveny již v předchozí smlouvě. Jejich suma byla stanovena na pět miliard zlatých franků (1450 tun ryzího zlata) splatných do tří let. Jako směnný kurz byl použit poměr 1 pruský tolar za 3,75 franků. Podle toho měl dluh ekvivalent přibližně 1,33 miliardy pruských tolarů. Departementy Oise, Seine-et-Oise, Seine-et-Marne a Seine a pevnosti kolem Paříže měly zůstat obsazené německými jednotkami, dokud nebude zajištěno zaplacení reparací.
Zbývající články a dodatky 1 až 2 obsahují ustanovení týkající se mimo jiné válečných zajatců, obchodních smluv a železnic ležících na územích, která mají být postoupena.

## Následky
Mírová dohoda potvrdila, že se Francie zříká převážně německy mluvících větších oblastí Alsaska a Lotrinska. Krátce nato se toto území stalo součástí Německé říše založené během války jako Reichsland Elsaß-Lothringen. Převážně francouzsky mluvící Belfort, který v té době patřil do jinak postoupeného departementu Haut-Rhin, zůstal Francii s okolím jako Territoire de Belfort. Postoupená území byla dána pod státní moc císaře podle článku 3 „Zákona o spojení Alsaska a Lotrinska s Německou říší“ přijatého v červnu 1871 (výraz „Reichsland Alsasko-Lotrinsko“ však tento zákon neobsahuje).
Řada míst v Alsasku a Lotrinsku byla vrácena Francii. Dokud nebyly reparace zaplaceny, zůstaly oblasti ve východní Francii pod německou okupací. Dvacet míst z francouzského Lotrinska přišlo do Německa prostřednictvím teritoriální výměny. Francie dokázala zaplatit reparace rychleji, než bylo plánováno. Část hotovostních plateb byla uložena jako válečný poklad v Juliově věži v Citadele Spandau. Po zaplacení poslední splátky dne 16. září 1873 opustily poslední německé jednotky francouzské území.
Připojení Alsaska-Lotrinska k Německu a vysoké množství reparací silně zatížilo francouzsko-německé vztahy. Vrácení (Revanche) postoupených území byla leitmotivem francouzské politiky až do první světové války. Některé části francouzské a německé vyšší třídy a také ostatní části obyvatelstva se navzájem považovaly za „úhlavní nepřátele“ a zdůrazňovaly německo-francouzské dědičné nepřátelství.

## Dodatečná dohoda

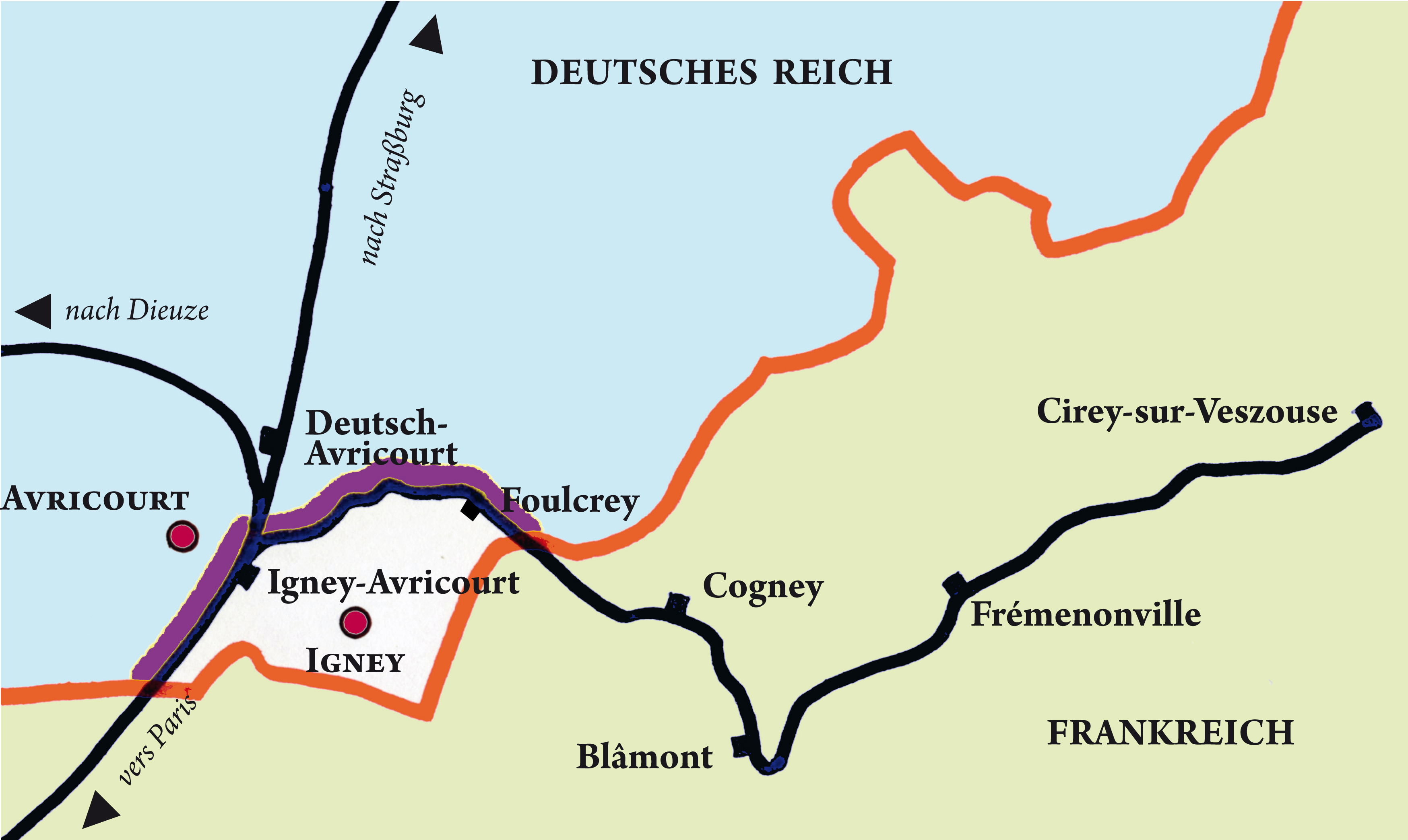
Červeně: hranice podle Frankfurtského míru. Fialově: hranice podle dodatečné dohody ze dne 12. října 1871.

Železniční stanice Igney-Avricourt na železniční trati Paříž-Štrasburk připadla dle mírové smlouvy Německu. Odbočující železnice Igney-Avricourt - Cirey se stala izolovaným provozem odříznutým od zbytku francouzské sítě. Tím byl ohrožen oběh místní ekonomiky. Německo a Francie se poté dohodly v dodatečné dohodě dne 12. října 1871 v Berlíně o revidovaném vymezení v postižené oblasti: Francii bylo povoleno ponechat si vesnici Igney, část katastru Avricourt, vlakové nádraží Igney-Avricourt a celou železniční trať Igney-Avricourt-Cirey. Na oplátku nesla náklady na novou německou pohraniční stanici, kterou postavila Reichseisenbahnen v Alsasku-Lotrinsko, několik set metrů východně od stávající stanice Igney-Avricourt, která dostala název Deutsch-Avricourt. Novou francouzsko-německou hranici zde nyní tvořil severovýchodní okraj náspu trasy mezi výjezdem z nádraží Igney-Avricourt a zastávky Foulcrey.

## Ostatní

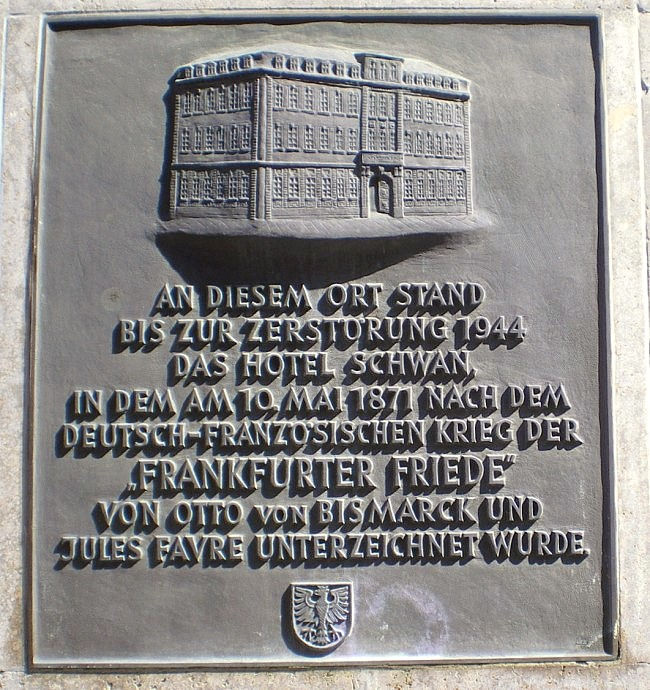
Pamětní deska na Frankfurtský mír na budově bývalého hotelu Zum Schwan, Frankfurt nad Mohanem.

Místem podpisu byl hotel zum Schwan. Zplnomocněnými vyjednavači za Německou říši byli kníže Bismarck a hrabě Harry von Arnim, za Francouzskou republiku Jules Favre, Augustin Pouyer-Quertier a Marc-Eugène de Goulard. Po připojení Frankfurtu Pruskem v roce 1866 byl vztah města s Pruským královstvím velmi napjatý. Bismarck se snažil i pro tento vztah pozitivně využít Frankfurtský mír. Po mírové smlouvě řekl: Z celého srdce si přeji, aby frankfurtský mír přinesl také mír Frankfurtu a mír s Frankfurtem.